# Скрипторій

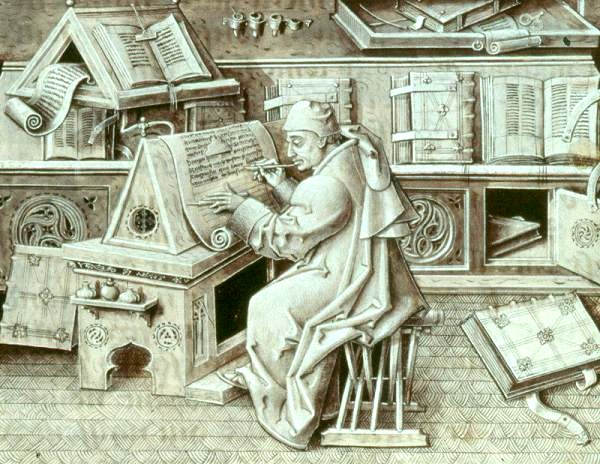
Мініатюра XV століття Жана М'єло (1472) зображує автора за роботою, а саме як він пише працю Miracles de Nostre Dame, де й з'являється ця мініатюра.

Скрипто́рій (лат. писальний, або писальне місце) — майстерня рукописних книжок у західноєвропейських монастирях VI–XII століть.
Зазвичай скрипторії були при бібліотеках. Скрипторії — окреме приміщення чи кімната, ймовірно існували лише певний проміжок часу, коли якась установа чи особа потребувала нагромадження значної кількості книжок для заснування бібліотеки; тож коли бібліотека була зібрана, уже не було потреби в такому приміщенні. На початку XIII століття утворились світські майстерні рукописів, фахові писарі й переписувачі могли мати окремі приміщення для переписування, але здебільшого вони ймовірно мали писемне бюрко (стіл) біля вікна у власному домі.
Очевидно, що спочатку книжку писали з голосу (як і за часів пізньої античності), тримаючи знадіб для письма на колінах. Бюрків (або столів) не було. Потім, ймовірно в V столітті, у майстернях з'явились бюрка. Саме в цей час з'являються зображення переписувачів, що сидять за бюрками. З VII–XIX століть такі зображення стають звичайними.